# سكيرديل (نيويورك)
سكيرديل (بالإنجليزية: Scarsdale, New York)‏ هي بلدة أمريكية تقع في الولايات المتحدة في مقاطعة ويستتشستر، نيويورك. يقدر عدد سكانها بـ 17,166 نسمة ومساحتها 17.2 كم2 ووترتفع عن سطح البحر 66 متر.

## المناخ
يظهر الجدول التالي التغييرات المناخية على مدار السنة لسكيرديل:
| البيانات المناخية لـسكيرديل                                              | البيانات المناخية لـسكيرديل | البيانات المناخية لـسكيرديل | البيانات المناخية لـسكيرديل | البيانات المناخية لـسكيرديل | البيانات المناخية لـسكيرديل | البيانات المناخية لـسكيرديل | البيانات المناخية لـسكيرديل | البيانات المناخية لـسكيرديل | البيانات المناخية لـسكيرديل | البيانات المناخية لـسكيرديل | البيانات المناخية لـسكيرديل | البيانات المناخية لـسكيرديل | البيانات المناخية لـسكيرديل |
| الشهر                                                                    | يناير                       | فبراير                      | مارس                        | أبريل                       | مايو                        | يونيو                       | يوليو                       | أغسطس                       | سبتمبر                      | أكتوبر                      | نوفمبر                      | ديسمبر                      | المعدل السنوي               |
| ------------------------------------------------------------------------ | --------------------------- | --------------------------- | --------------------------- | --------------------------- | --------------------------- | --------------------------- | --------------------------- | --------------------------- | --------------------------- | --------------------------- | --------------------------- | --------------------------- | --------------------------- |
| الدرجة القصوى °ف (°م)                                                    | 73 (23)                     | 75 (24)                     | 86 (30)                     | 96 (36)                     | 97 (36)                     | 99 (37)                     | 104 (40)                    | 102 (39)                    | 101 (38)                    | 89 (32)                     | 82 (28)                     | 77 (25)                     | 104 (40)                    |
| متوسط درجة الحرارة الكبرى °ف (°م)                                        | 39.2 (4.0)                  | 42.9 (6.1)                  | 51.4 (10.8)                 | 62.6 (17.0)                 | 73.8 (23.2)                 | 81.6 (27.6)                 | 86.0 (30.0)                 | 83.9 (28.8)                 | 76.1 (24.5)                 | 65.4 (18.6)                 | 55.1 (12.8)                 | 43.8 (6.6)                  | 63.5 (17.5)                 |
| متوسط درجة الحرارة الصغرى °ف (°م)                                        | 20.1 (−6.6)                 | 22.3 (−5.4)                 | 29.1 (−1.6)                 | 38.4 (3.6)                  | 47.2 (8.4)                  | 56.8 (13.8)                 | 62.3 (16.8)                 | 60.8 (16.0)                 | 53.0 (11.7)                 | 41.2 (5.1)                  | 34.6 (1.4)                  | 25.6 (−3.6)                 | 41.0 (5.0)                  |
| أدنى درجة حرارة °ف (°م)                                                  | −10 (−23)                   | −5 (−21)                    | 2 (−17)                     | 17 (−8)                     | 29 (−2)                     | 38 (3)                      | 49 (9)                      | 44 (7)                      | 34 (1)                      | 27 (−3)                     | 12 (−11)                    | −4 (−20)                    | −10 (−23)                   |
| الهطول إنش (مم)                                                          | 3.56 (90)                   | 2.84 (72)                   | 4.07 (103)                  | 4.16 (106)                  | 4.33 (110)                  | 3.44 (87)                   | 4.20 (107)                  | 3.93 (100)                  | 4.37 (111)                  | 3.67 (93)                   | 4.09 (104)                  | 3.80 (97)                   | 46.46 (1٬180)               |
| متوسط تساقط الثلوج إنش (سم)                                              | 9.8 (25)                    | 10.9 (28)                   | 6.8 (17)                    | 1.4 (3.6)                   | .2 (0.51)                   | 0 (0)                       | 0 (0)                       | 0 (0)                       | 0 (0)                       | .1 (0.25)                   | .8 (2.0)                    | 8.6 (22)                    | 38.6 (98)                   |
| متوسط الأيام الممطرة (≥ 0.01 in)                                         | 8.5                         | 8.1                         | 9.3                         | 9.8                         | 10.9                        | 9.3                         | 9.0                         | 8.7                         | 7.6                         | 6.7                         | 9.2                         | 9.4                         | 113.4                       |
| المصدر #1: Weatherbase                                                   |                             |                             |                             |                             |                             |                             |                             |                             |                             |                             |                             |                             |                             |
| المصدر #2: Homefacts (precipitation only) The Weather Channel (extremes) |                             |                             |                             |                             |                             |                             |                             |                             |                             |                             |                             |                             |                             |

## أعلام
- كاليب تومبكينز
- بول هيمان
- جوان بينيت
- دافيد لاشر
- بينغهام راي
- كارولين ستراوس
- لويز هاموند ريمون
- جيمي س. هولاند
- دوروثي دالتون
- فرانكلين هنري جيدنجز
- نواه شناب